# Южно-уральский политехнический колледж
Южно-Уральский политехнический колледж — филиал Национального исследовательского ядерного университета «МИФИ» в городе Озёрске Челябинской области. Образован в 1948 году как Южно-Уральский политехникум.
В 2009 году на основании распоряжения Правительства Российской Федерации от 8 апреля 2009 года № 480-р; приказа Федерального агентства по образованию Министерства образования и науки РФ от 29 апреля 2009 года № 461 и приказа Государственной корпорации по атомной энергии «Росатом» от 7 мая 2009 года № 308 Южно-Уральский политехнический колледж реорганизован путём присоединения к Федеральному государственному бюджетному образовательному учреждению высшего профессионального образования Национальный исследовательский ядерный университет «МИФИ».
В 2011 году реорганизован путём присоединения к Озёрскому технологическому институту. В настоящее время входит в состав Озерского технологического института.

## История
Южно-Уральский политехникум создан на основании Постановления Совета Министров СССР № 4636-1813 от 17 декабря 1948 года с целью подготовки специалистов для комплектования кадрами действующего и строящегося химического комбината «Маяк».
В 1995 году на основании Приказа Министерства РФ по атомной энергии № 261 от 19 июля техникум получил статус колледжа.

## Обучение
В ЮУПК обучаются студенты по трем формам: очной, очно-заочной (вечерней) и заочной.
Ведется подготовка по 16 образовательным программам базового и повышенного уровня среднего профессионального образования:
- Информационная безопасность,
- Радиационная безопасность,
- Технология машиностроения,
- Электронные приборы и устройства,
- Вычислительные машины, комплексы, системы и сети,
- Химическая технология неорганических веществ,
- Строительство и эксплуатация зданий и сооружений,
- Монтаж, наладка и эксплуатация электрооборудования промышленных и гражданских зданий,
- Земельно-имущественные отношения,
- Экономика и бухгалтерский учёт,
- Правоведение,
- Технология продукции общественного питания и другим.

На базе ЮУПК проводится повышение квалификации и переподготовка работников и специалистов ФГУП "ПО «Маяк».
До 2011 года руководила Южно-Уральским политехническим колледжем Заслуженный учитель РФ Романова Ангелина Валентиновна.
Занятия проводят преподаватели высокой квалификации, среди которых есть профессора, кандидаты и доктора наук. К чтению лекций привлекаются практикующие работники ведущих предприятий Озерска. Коллектив включает более 260 человек, общая численность профессорско-преподавательского состава — 113 человек. Из них:
- 3 доктора наук,
- 18 кандидатов наук,
- 2 Заслуженных учителя РФ,
- 4 почетных работника СПО,
- 10 аспирантов и соискателей ученой степени,
- 14 человек имеют высшую квалификационную категорию.

100 % преподавателей имеют высшее профессиональное образование.
Адрес: 456783, Челябинская обл., г. Озерск, пр. Победы, 48.